# Volleyball-DDR-Meisterschaft (Männer) 1985/86
Die DDR-Volleyballmeisterschaft der Männer wurde 1985/86 zum 35. Mal ausgetragen. Sie begann am 26. Oktober 1985 und endete am 9. Februar 1986. Der TSC Berlin sicherte sich nach einjähriger Pause seine zweite und zugleich letzte Meisterschaft in der DDR, vor dem SC Dynamo Berlin sowie dem Titelverteidiger SC Leipzig. In die untergeordnete DDR-Liga stieg die BSG Chemie PCK Schwedt ab.

## Modus
Die neue Volleyball-DDR-Oberliga bestand nach 1964 wieder aus acht Mannschaften und setzte sich aus den üblichen vier Klubmannschaften der sogenannten Klubliga und den ersten vier der alten Oberliga 1984/85 zusammen. Die Spiele wurden nach dem Rundensystem mit Vorrunde, A-Finalrunde (Meisterschaftsrunde) und B-Finalrunde (Abstiegsrunde) jeweils mit Hin- und Rückspiel von Ende Oktober 1985 bis Anfang Februar 1986 ausgetragen. Die Ergebnisse aus der Vorrunde wurden komplett in die Finalrunden übernommen.

## Vorrunde
In der Vorrunde wurde im Modus „Jeder gegen Jeden“ in einer Hin- und einer Rückrunde gespielt. Die ersten vier Mannschaften qualifizierten sich für die A-Finalrunde, in dieser der Meister ermittelt wurde. Die letzten vier Mannschaften mussten in die B-Finalrunde und ermittelten den Absteiger in die DDR-Liga.

### Abschlusstabelle
| Pl. | Verein                       | S  | N  | Sätze | Punkte |
| --- | ---------------------------- | -- | -- | ----- | ------ |
| 1.  | TSC Berlin                   | 13 | 01 | 41:11 | 27     |
| 2.  | SC Leipzig (M)               | 11 | 03 | 39:16 | 25     |
| 3.  | SC Traktor Schwerin          | 10 | 04 | 31:18 | 24     |
| 4.  | SC Dynamo Berlin             | 09 | 05 | 33:20 | 23     |
| 5.  | BSG Rotation Prenzlauer Berg | 06 | 08 | 24:26 | 20     |
| 6.  | BSG Tiefbau Schwerin         | 04 | 10 | 15:33 | 18     |
| 7.  | HSG KMU Leipzig              | 02 | 12 | 13:38 | 16     |
| 8.  | BSG Chemie PCK Schwedt       | 01 | 13 | 07:41 | 15     |

 Qualifikant A-Finalrunde 
  Qualifikant B-Finalrunde 
 (M) Vorjahresmeister

### Kreuztabelle
Die Kreuztabelle stellt die Ergebnisse aller Spiele dieser Saison dar. Die Heimmannschaft ist in der linken Spalte aufgelistet und die Gastmannschaft in der obersten Reihe.
| Vorrunde 26. Oktober 1985 – 19. Januar 1986 | Vorrunde 26. Oktober 1985 – 19. Januar 1986 | TSC Berlin          | SC Leipzig           | SC Traktor Schwerin | SC Dynamo Berlin    | BSG Rotation Prenzlauer Berg | BSG Tiefbau Schwerin | HSG KMU Leipzig      | BSG Chemie PCK Schwedt |
| ------------------------------------------- | ------------------------------------------- | ------------------- | -------------------- | ------------------- | ------------------- | ---------------------------- | -------------------- | -------------------- | ---------------------- |
| 1.                                          | TSC Berlin                                  |                     | 2:3 (11,13,-7,-9,-8) | 3:0 0               | 3:2 (-9,-11,3,7,11) | 3:1 (5,8,-11,7)              | 3:0 (3,10,3)         | 3:0 (3,6,6)          | 3:0 (2,4,6)            |
| 2.                                          | SC Leipzig                                  | 2:3 0               |                      | 2:3 (-6,-4,7,13,-4) | 3:0 (4,9,11)        | 3:1 (8,-9,4,8)               | 3:0 (7,9,12)         | 3:1 (6,1,-15,6)      | 3:0 (6,8,5)            |
| 3.                                          | SC Traktor Schwerin                         | 1:3 (-5,-9,12,-6)   | 0:3 (-9,-15,-4)      |                     | 3:2 0               | 3:0 (11,7,6)                 | 3:1 (6,6,-13,9)      | 3:1 (5,5,-11,19)     | 3:0 (2,0,4)            |
| 4.                                          | SC Dynamo Berlin                            | 1:3 (8,-14,-9,-1)   | 3:2 0                | 3:0 (8,3,9)         |                     | 1:3 (-8,14,-9,-12)           | 3:0 (9,12,11)        | 3:1 (7,7,-10,3)      | 3:0 (3,8,10)           |
| 5.                                          | BSG Rotation Prenzlauer Berg                | 0:3 (-11,-8,-8)     | 2:3 (-9,4,8,-9,-4)   | 0:3 (-11,-8,-5)     | 0:3 (-6,-10,-5)     |                              | 3:0 (9,8,12)         | 3:0 0                | 3:0 (9,10,7)           |
| 6.                                          | BSG Tiefbau Schwerin                        | 1:3 (10,-3,-11,-15) | 0:3 (-7,-6,-1)       | 0:3 (-6,-12,-12)    | 1:3 (9,-6,-11,-13)  | 0:3 0                        |                      | 3:1 (-12,10,13,13)   | 3:0 (4,9,14)           |
| 7.                                          | HSG KMU Leipzig                             | 0:3 0               | 0:3 (-15,-6,-6)      | 0:3 (-11,-6,-20)    | 0:3 (-9,-8,-10)     | 3:2 (-9,13,-5,8,4)           | 1:3 (-7,6,-8,-12)    |                      | 3:0 0                  |
| 8.                                          | BSG Chemie PCK Schwedt                      | 0:3 (-3,-9,-3)      | 1:3 0                | 0:3 (-8,-7,-7)      | 1:3 (8,-3,-6,-7)    | 1:3 (12,-5,-5,-7)            | 1:3 0                | 3:2 (-6,-12,13,12,8) |                        |

## A-Finalrunde
In der A-Finalrunde wurde der Meister durch die besten vier Mannschaften der Vorrunde im Modus „Jeder gegen Jeden“ in einer Hin- und einer Rückrunde ermittelt. Die Ergebnisse aus der Vorrunde wurden komplett übernommen. 

### Abschlusstabelle
| Pl. | Verein              | S  | N | Sätze | Punkte |
| --- | ------------------- | -- | - | ----- | ------ |
| 1.  | TSC Berlin          | 18 | 2 | 57:19 | 38     |
| 2.  | SC Dynamo Berlin    | 13 | 7 | 47:30 | 33     |
| 3.  | SC Leipzig (M)      | 12 | 8 | 45:32 | 32     |
| 4.  | SC Traktor Schwerin | 12 | 8 | 42:31 | 32     |

 DDR-Meister 
 (M) Vorjahresmeister

### Kreuztabelle
Die Kreuztabelle stellt die Ergebnisse aller Spiele dieser Saison dar. Die Heimmannschaft ist in der linken Spalte aufgelistet und die Gastmannschaft in der obersten Reihe.
| A-Finalrunde 25. Januar 1986 – 9. Februar 1986 | A-Finalrunde 25. Januar 1986 – 9. Februar 1986 | TSC Berlin             | SC Dynamo Berlin    | SC Leipzig        | SC Traktor Schwerin |
| ---------------------------------------------- | ---------------------------------------------- | ---------------------- | ------------------- | ----------------- | ------------------- |
| 1.                                             | TSC Berlin                                     |                        | 1:3 (14,-2,-14,-12) | 3:1 (13,-8,8,5)   | 3:0 (7,10,7)        |
| 2.                                             | SC Dynamo Berlin                               | 2:3 (13,13,-14,-11,-8) |                     | 3:1 (-8,11,10,11) | 3:2 (-13,-14,4,9,5) |
| 3.                                             | SC Leipzig                                     | 0:3 (-7,-9,-11)        | 0:3 (-10,-12,-6)    |                   | 3:1 (10,-6,5,9)     |
| 4.                                             | SC Traktor Schwerin                            | 2:3 (-13,13,-8,13,-11) | 3:0 (11,8,11)       | 3:1 (-4,13,13,11) |                     |

## B-Finalrunde
In der B-Finalrunde wurde der direkte Absteiger in die DDR-Liga und der Teilnehmer an der Oberliga-Relegation durch die letzten vier Mannschaften der Vorrunde im Modus „Jeder gegen Jeden“ in einer Hin- und einer Rückrunde ermittelt. Die Ergebnisse aus der Vorrunde wurden komplett übernommen.

### Abschlusstabelle
| Pl. | Verein                       | S  | N  | Sätze | Punkte |
| --- | ---------------------------- | -- | -- | ----- | ------ |
| 5.  | BSG Rotation Prenzlauer Berg | 10 | 10 | 37:34 | 30     |
| 6.  | BSG Tiefbau Schwerin         | 08 | 12 | 29:42 | 28     |
| 7.  | HSG KMU Leipzig              | 05 | 15 | 24:49 | 25     |
| 8.  | BSG Chemie PCK Schwedt       | 02 | 18 | 14:58 | 22     |

 Teilnehmer an den Oberliga-Relegationsspielen 
  Absteiger in die DDR-Liga

### Kreuztabelle
Die Kreuztabelle stellt die Ergebnisse aller Spiele dieser Saison dar. Die Heimmannschaft ist in der linken Spalte aufgelistet und die Gastmannschaft in der obersten Reihe.
| B-Finalrunde 25. Januar 1986 – 9. Februar 1986 | B-Finalrunde 25. Januar 1986 – 9. Februar 1986 | BSG Rotation Prenzlauer Berg | BSG Tiefbau Schwerin | HSG KMU Leipzig        | BSG Chemie PCK Schwedt |
| ---------------------------------------------- | ---------------------------------------------- | ---------------------------- | -------------------- | ---------------------- | ---------------------- |
| 5.                                             | BSG Rotation Prenzlauer Berg                   |                              | 3:0 0                | 3:0 0                  | 3:0 (16,0,11)          |
| 6.                                             | BSG Tiefbau Schwerin                           | 3:1 (-10,11,6,6)             |                      | 2:3 0                  | 3:0 0                  |
| 7.                                             | HSG KMU Leipzig                                | 3:0 0                        | 0:3 (-11,-9,-4)      |                        | 3:0 0                  |
| 8.                                             | BSG Chemie PCK Schwedt                         | 2:3 0                        | 2:3 0                | 3:2 (13,-13,12,-15,13) |                        |

## Oberliga-Relegation
In den Relegationsspielen trafen der Siebente der DDR-Oberliga HSG KMU Leipzig und der Sechste der DDR-Liga HSG TH Magdeburg aufeinander.
| Datum            |                 | Gesamt |                  | Hinspiel | Rückspiel |
| ---------------- | --------------- | ------ | ---------------- | -------- | --------- |
| 27.4.86 / 4.5.86 | HSG KMU Leipzig | :      | HSG TH Magdeburg | :        | :         |

 Qualifikant für die DDR-Oberligasaison 1986/87

## Meistermannschaft
| 1.                  | TSC Berlin |
| ------------------- | --- |
| Logo vom TSC Berlin | Spieler: Uwe Grohmann, Franko Hölzig, Andreas Franke, René Hecht , Ulrich Sernow, Andreas Marx, Kolbe, Jens Sommer, René Kertzscher, Germer, Sandig, Robert Dellnitz, Torsten Staps Trainer: Rainer Tscharke |

## DDR-Liga
Die Volleyball-DDR-Liga, die der Oberliga untergeordnet war, bestand in dieser Saison nur noch aus einer Staffel. In dieser wurde der Aufsteiger in die Oberliga und der Teilnehmer an der Oberliga-Relegation ermittelt. Ausgenommen waren dabei die Zweitvertretungen, die nicht aufstiegsberechtigt waren. Die beiden letzten Mannschaften stiegen in die Bezirksliga ab.

### Abschlusstabelle
| Pl. | Verein                     | S  | N  | Sätze | Punkte |
| --- | -------------------------- | -- | -- | ----- | ------ |
| 1.  | BSG Aktivist Nordhausen    | 18 | 04 | 54:26 | 40     |
| 2.  | SC Dynamo Berlin II (*)    | 16 | 06 | 52:22 | 38     |
| 3.  | TSC Berlin II (*)          | 15 | 07 | 54:29 | 36     |
| 4.  | SC Traktor Schwerin II (*) | 13 | 09 | 49:39 | 35     |
| 5.  | SC Leipzig II (*)          | 12 | 10 | 43:36 | 34     |
| 6.  | HSG TH Magdeburg           | 12 | 10 | 42:46 | 34     |
| 7.  | HSG DHfK Leipzig           | 09 | 13 | 41:45 | 31     |
| 8.  | HSG TU Dresden             | 09 | 13 | 41:49 | 31     |
| 9.  | SG Dynamo Karl-Marx-Stadt  | 09 | 13 | 38:46 | 31     |
| 10. | BSG Einheit Oranienburg    | 09 | 13 | 31:55 | 31     |
| 11. | BSG Außenhandel Berlin     | 08 | 14 | 38:51 | 30     |
| 12. | BSG Rotation Leipzig-Süd   | 02 | 20 | 17:61 | 24     |

 Aufsteiger in die DDR-Oberliga 1986/87 
  Teilnehmer an den Oberliga-Relegationsspielen 
  Absteiger in die Bezirksliga 
 (*) Zweitvertretungen waren nicht aufstiegsberechtigt